# گذشته (فیلم)
گذشته (به فرانسوی: Le Passé) فیلم درام فرانسوی محصول سال ۲۰۱۳ به کارگردانی اصغر فرهادی است که برای اولین بار در جشنواره فیلم کن ۲۰۱۳ اکران شد. برنیس بژو، طاهر رحیم و علی مصفا از بازیگران این فیلم هستند. این فیلم به زبان فرانسوی است و در پاریس تصویربرداری شده است.
فیلم گذشته نامزد نخل طلا جشنواره فیلم کن شد و درنهایت بازیگر نقش اول زن، برنیس بژو موفق به دریافت این جایزه شد. همچنین گذشته برای نمایندگی سینمای ایران برای دریافت اسکار ۲۰۱۳ بهترین فیلم غیرانگلیسی‌زبان برگزیده شد. کمیتهٔ گزینش نمایندهٔ سینمای ایران برای معرفی به آکادمی علوم و هنرهای سینمایی اسکار فیلم‌های گذشتهٔ اصغر فرهادی و دربند ساختهٔ پرویز شهبازی را برای این رقابت از میان ۱۲ فیلم دیگر ایرانی برگزیدند و در نهایت هیئت داوران فیلم گذشته را در بررسی نهایی برگزید. این فیلم جوایز متعددی همچون جایزه ویژهٔ هیئت ملی بازبینی فیلم و جایزه کلیسای جهانی جشنواره کن را دریافت کرد.

## خلاصهٔ داستان

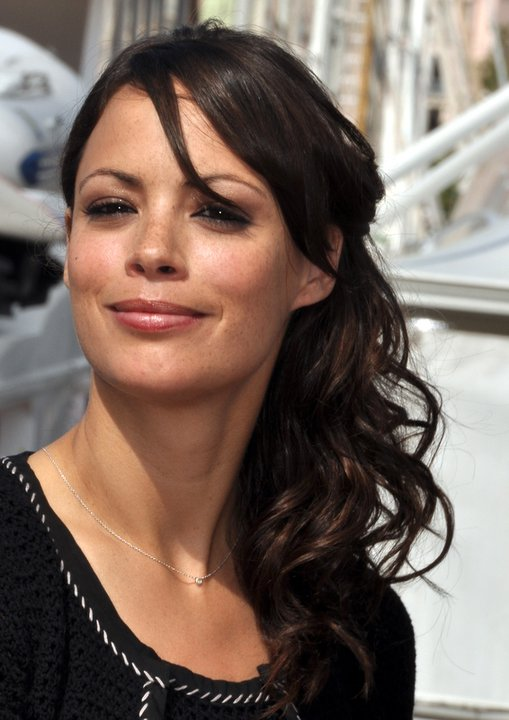
برنیس بژو، بازیگر فیلم گذشته

احمد، مرد ایرانی، پس از چهار سال به فرانسه بازمی‌گردد تا روند طلاقش از همسرش ماری را نهایی کند. در مسیر خانه ماری، متوجه می‌شود که او وارد رابطه‌ای با سمیر، صاحب یک خشکشویی، شده و قرار است اتاقی را با پسر سمیر، فؤاد، شریک شود. به درخواست ماری، احمد با لوسی، دختر ماری از ازدواج قبلی، درباره رفتار ناآرام اخیرش صحبت می‌کند. لوسی نسبت به رابطه جدید مادرش رضایت ندارد.
احمد و ماری برای تکمیل طلاق به دادگاه می‌روند. درست پیش از دیدار با مسئولان، ماری به احمد اطلاع می‌دهد که حامله است و فرزند سمیر را باردار است. احمد همچنان سعی می‌کند لوسی را همراه کند و او را با شرایط کنار بیاورد. لوسی فاش می‌کند که سمیر هنوز ازدواج کرده و همسرش پس از اطلاع از رابطه او و ماری، دچار افسردگی شده و دست به خودکشی زده و اکنون در کما به سر می‌برد. سمیر اما به احمد می‌گوید همسرش افسرده بوده ولی اقدام به خودکشی ناشی از برخوردی با یکی از مشتریان خشکشویی بوده و او از رابطه‌اش با ماری اطلاعی نداشته است. سمیر ترتیب می‌دهد که نایما، کارمند خشکشویی که شاهد هر دو حادثه بوده، با لوسی ملاقات کند.
بعد از شنیدن ماجرای نایما، لوسی ناراحت می‌شود و اعتراف می‌کند که روز قبل از تلاش خودکشی همسر سمیر، مکاتبات ایمیلی ماری و سمیر را به همسر سمیر فرستاده بود، پس از تماس تلفنی که با او در خشکشویی داشت. لوسی ناپدید می‌شود و احمد و سمیر به دنبالش می‌گردند. احمد او را پیدا می‌کند که پیش دوستی اقامت دارد و تلاش می‌کند قانعش کند که حقیقت را به ماری بگوید، چون ماری حق دارد بداند در حالی که حامله است. لوسی این کار را می‌کند و ماری خشمگین شده و به او می‌گوید که برود، که لوسی نیز می‌رود. احمد فضا را آرام می‌کند و ماری دنبال لوسی می‌رود و از او می‌خواهد برگردد که لوسی برمی‌گردد.
بعد از این‌که ماری درباره احساساتش نسبت به همسر سابقش تردید می‌کند، حقیقت را به سمیر می‌گوید. سمیر پذیرفتن آن را سخت می‌داند و از نایما درباره اتفاقات پیش از تلاش خودکشی همسرش پرس‌وجو می‌کند. نایما می‌گوید همسر سمیر در روزی که لوسی گفته تماس گرفته، اصلاً در خشکشویی نبوده است. ماری لوسی را دروغگو می‌داند اما لوسی بر حرف خود پافشاری می‌کند و می‌گوید با زنی با لهجه‌ای متفاوت تلفنی صحبت کرده است. سمیر درمی‌یابد که لوسی در واقع با نایما صحبت کرده که آدرس ایمیل همسرش را به او داده است. او با نایما روبرو می‌شود و نایما اعتراف می‌کند که همسر سمیر همیشه به او حسادت داشته و تلاش کرده بود او را اخراج یا از فرانسه اخراج کند و خود موجب درگیری با مشتری شده بود. اما نایما معتقد است همسر سمیر ایمیل‌ها را نخوانده، چون او به جای آنکه جلوی سمیر یا ماری خودکشی کند، در حضور نایما این کار را انجام داده است.
سمیر و ماری درباره گذشته و رابطه‌شان صحبت می‌کنند. سمیر تصمیم می‌گیرد که روی آینده‌شان تمرکز کنند، در حالی که ماری هنوز مردد است. احمد آماده بازگشت به ایران می‌شود. او با بچه‌ها خداحافظی می‌کند و تلاش می‌کند با ماری درباره پایان ازدواجشان صحبت کند، اما ماری اجازه نمی‌دهد و می‌گوید الان نیازی به شنیدن این حرف‌ها ندارد. در همین حال، سمیر با دسته‌ای عطر به ملاقات همسرش در بیمارستان می‌رود، جایی که پزشکان توصیه کرده‌اند این بوها ممکن است به تحریک واکنش کمک کنند. او کمی از عطر خود را روی گردنش می‌زند و در حالی که کنار همسر بی‌هوش خود خم شده، به او می‌گوید اگر بوی عطر را حس می‌کند، دستش را فشار دهد. اشکی روی گونه همسرش می‌لغزد، اما او همچنان در کماست و سمیر به دست او نگاه می‌کند که شاید در حال گرفتن دست او باشد. در صحنه پایانی، روشن نیست که آیا همسر سمیر واکنش نشان داده یا خیر.

## بازیگران
- برنیس بژو در نقش ماری بریسون[۵]
- طاهر رحیم در نقش سمیر
- علی مصفا در نقش احمد
- پائولین بورله در نقش لوسی
- Elyes Aguis در نقش فواد
- Jeanne Jestin در نقش لئا
- سابرینا اوزانی در نقش نایما
- بابک کریمی در نقش شهریار
- والریا کاوالی در نقش والریا
- Eleonora Marino در نقش Marie's colleague

## جایزه‌ها
| سال  | گروه                                 | جایزه                                     | نتیجه    |
| ---- | ------------------------------------ | ----------------------------------------- | -------- |
| ۲۰۱۳ | اتحاد روزنامه نگاران فیلم            | بهترین فیلم خارجی‌زبان                     | نامزدشده |
| ۲۰۱۳ | جوایز سینمایی آسیا-اقیانوسیه         | بهترین فیلم                               | نامزدشده |
| ۲۰۱۳ | جوایز سینمایی آسیا-اقیانوسیه         | بهترین فیلمنامه                           | نامزدشده |
| ۲۰۱۴ | انجمن منتقدان پخش فیلم               | بهترین فیلم خارجی‌زبان                     | نامزدشده |
| ۲۰۱۳ | جشنواره فیلم کن                      | جایزه بهترین بازیگر زن جشنواره فیلم کن    | برنده    |
| ۲۰۱۳ | جشنواره فیلم کن                      | جایزه کلیسای جهانی                        | برنده    |
| ۲۰۱۳ | جشنواره فیلم کن                      | نخل طلا                                   | نامزدشده |
| ۲۰۱۴ | جایزه سزار                           | جایزه سزار بهترین فیلم                    | نامزدشده |
| ۲۰۱۴ | جایزه سزار                           | جایزه سزار بهترین کارگردانی               | نامزدشده |
| ۲۰۱۴ | جایزه سزار                           | جایزه سزار بهترین فیلمنامه اصلی           | نامزدشده |
| ۲۰۱۴ | جایزه سزار                           | جایزه سزار بهترین تدوین                   | نامزدشده |
| ۲۰۱۴ | جایزه سزار                           | جایزه سزار بهترین بازیگر نقش اول زن       | نامزدشده |
| ۲۰۱۴ | انجمن منتقدان پخش فیلم               | بهترین فیلم خارجی‌زبان                     | نامزدشده |
| ۲۰۱۳ | جشنواره بین‌المللی فیلم دوربان        | بهترین فیلمنامه                           | برنده    |
| ۲۰۱۳ | فیلم اسلو جنوبی                      | بهترین فیلم                               | نامزدشده |
| ۲۰۱۳ | فیلم اسلو جنوبی                      | جایزه تماشاگران                           | برنده    |
| ۲۰۱۴ | انجمن منتقدان فیلم گرجستان           | بهترین فیلم خارجی‌زبان                     | نامزدشده |
| ۲۰۱۴ | هفتاد و یکمین مراسم گلدن گلوب        | بهترین فیلم غیر انگلیسی‌زبان               | نامزدشده |
| ۲۰۱۳ | جایزه لوئی دلوک                      | بهترین فیلم                               | نامزدشده |
| ۲۰۱۴ | جایزه چراغ                           | بهترین فیلمنامه                           | نامزدشده |
| ۲۰۱۴ | جوایز ماگریت                         | بازیگر آینده دار نقش مکمل زن              | برنده    |
| ۲۰۱۴ | ویراستاران فیلم و صدا                | بهترین تدوین صدا در یک فیلم سینمایی خارجی | برنده    |
| ۲۰۱۳ | هیئت ملی بازبینی فیلم                | بهترین فیلم خارجی‌زبان                     | برنده    |
| ۲۰۱۳ | حلقه منتقدان فیلم نیویورک            | بهترین فیلم خارجی‌زبان                     | دوم      |
| ۲۰۱۴ | جشنواره بین‌المللی فیلم پالم اسپرینگز | جایزه فیپرشی بهترین بازیگر زن             | برنده    |
| ۲۰۱۴ | سناریو ژاک پرور                      | بهترین فیلمنامه اصلی                      | برنده    |
| ۲۰۱۳ | انجمن منتقدان فیلم سان فرانسیسکو     | بهترین فیلم خارجی‌زبان                     | نامزدشده |
| ۲۰۱۴ | جایزه ستلایت                         | بهترین فیلم خارجی‌زبان                     | نامزدشده |
| ۲۰۱۳ | جشنواره فیلم شب‌های سیاه تالین        | جایزه تماشاگران                           | نامزدشده |
| ۲۰۱۳ | انجمن منتقدان فیلم تورنتو            | بهترین فیلم خارجی‌زبان                     | نامزدشده |
| ۲۰۱۳ | انجمن منتقدان فیلم یوتا              | بهترین فیلم خارجی‌زبان                     | دوم      |
| ۲۰۱۳ | انجمن منتقدان فیلم واشینگتن دی سی    | بهترین فیلم خارجی‌زبان                     | نامزدشده |
| ۲۰۱۳ | جایزه لومیر                          | بهترین فیلمنامه                           | نامزدشده |

## بازتاب

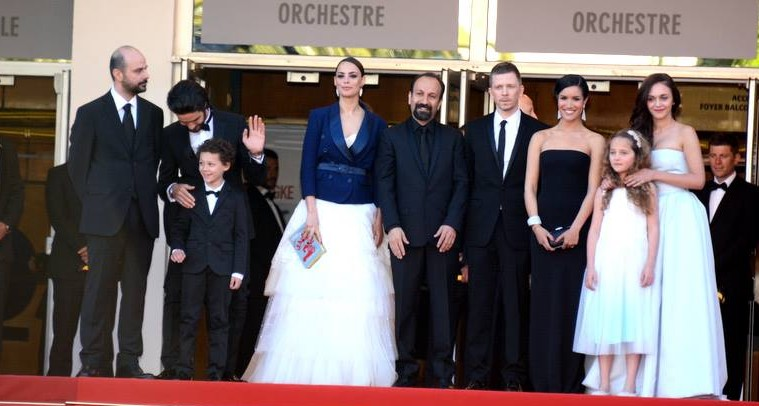
جمعی از سازندگان و بازیگران حاضر فیلم در مراسم جشنواره کن ۲۰۱۳

جواد شمقدری، رئیس سازمان سینمایی ایران، فیلم گذشته را مورد تمجید قرار داد و او، یعنی اصغر فرهادی را افتخار ایرانیان دانسته است.
فرهادی می‌گوید «مایل نبودم که همان پاریسی که به‌طور کلیشه از سینما در ذهنمان شکل گرفته را باز تکرار کنم. این فیلم در شهرهای دیگری هم قابل ساخته‌شدن بود؛ شهرهایی که در آن نشانه‌هایی از گذشته باقی مانده‌اند و همجواریِ گذشته و حال احساس می‌شود». هالیوود ریپورتر از اینکه فیلم گذشته جزو نامزدهای جایزهٔ اسکار بهترین فیلم خارجی‌زبان نبود ابراز تعجب کردند.